# Hoheit tanzt Walzer (film, 1935)
Pour plus de détails, voir Fiche technique et Distribution.
Hoheit tanzt Walzer (en français Votre Altesse danse la valse) est un film austro-tchécoslovaque réalisé par Max Neufeld sorti en 1935.
Il s'agit d'une adaptation de l'opérette de Leo Ascher sur un livret de Julius Brammer et Alfred Grünwald,.

## Synopsis
Vienne, vers 1820. Le jeune musicien et compositeur Josef Langer vit dans la maison de Hofer, le copiste de Beethoven, à Grinzing. Le soir, il joue ses propres compositions pour la danse au Prater. Ces mélodies ne sont pas particulièrement populaires, car l'époque de la valse n'est pas encore mûre et les amateurs d'art snob considèrent ces airs comme de la « musique de bar ». Au Prater, Josef écoute la jeune princesse Marika, orpheline qui vit dans la maison de son oncle, le prince de Hohenau. Elle est venue ici avec son cousin le prince Georg, qui doit être son époux, sans toutefois obtenir le consentement de ses parents adoptifs nobles, car il est considéré comme indélicat pour des personnalités de haut rang de se mêler au peuple lors d'une foire comme le Prater.
Tandis que le prince Georg s'absente brièvement parce qu'il a rencontré des connaissances, Marika écoute avec fascination les performances musicales de Josef. Il y a une conversation entre le compositeur et la princesse devant la porte du restaurant. Josef et Marika s'apprécient soudainement et leurs cœurs s'enflamment rapidement l'un pour l'autre. Comme Langer ne sait pas à qui il parle, il espère plus qu'un simple flirt. En conséquence, Josef compose dans les jours qui suivent une valse pour Marika, qu'il joue pour la première fois pour Liesl Hofer, la fille de son propriétaire. Liesl aime Josef, mais il ne sait rien de ses sentiments. Mais quand Marika apprend que Liesl s'intéresse à Josef et croit que cet intérêt sera réciproque de la part du compositeur, la princesse commence à se détourner du musicien. Il a déjà reçu une invitation de Marika à une soirée pour y jouer. Une fois sur place, cependant, Marika donne un coup de pouce froid à Josef.
Le public distingué est enchanté par les compétences de Lager et la musique de valse, qui est nouvelle pour eux, jusqu'à ce que le prince Georg, poussé par l'arrogance de classe, annonce que le compositeur et pianiste n'est qu'un musicien du Prater. Georg et ses parents, les princes de Hohenau, quittent alors la salle en fronçant les sourcils. Marika veut sauver la situation et demande à l'une des personnes présentes de danser avec elle sur la musique de Langer. Marika est ensuite complimentée hors de la salle par le vieux prince Hohenau. Le scandale est parfait. Déprimé et désespéré, Josef Langer rentre chez lui. Il y apprend que Ludwig van Beethoven, qui jouit d'une grande réputation à la cour impériale de Vienne, vient de composer une valse qui est extrêmement bien accueillie. Ce faisant, la valse s'impose comme une musique reconnue par tout le monde. Le lendemain, Marika se tient devant Josef et lui avoue son amour. Il lui explique qu'il n'y a jamais rien eu avec Liesl et qu'il n'a de sentiments que pour elle, Marika.

## Fiche technique
- Titre original : Hoheit tanzt Walzer
- Réalisation : Max Neufeld
- Scénario : Max Neufeld
- Musique : Leo Ascher
- Direction artistique : Artur Berger
- Photographie : Willy Goldberger (de)
- Producteur : Julius Außenberg
- Société de production : Elekta-Film
- Société de distribution : Huschak & Company
- Pays d'origine :  Autriche,  Tchécoslovaquie
- Langue : allemand
- Format : Noir et blanc - 1,37:1 - Mono - 35 mm
- Genre : Musical
- Durée : 103 minutes
- Date de sortie :
  -  Autriche : 25 décembre 1935.
  -  Hongrie : 14 août 1936.
  -  France : 27 novembre 1936[1].
  -  Suède : 18 mai 1937.

## Distribution
- Hans Jaray : Josef Langer, compositeur
- Irene Agay (hu) : la princesse Marika
- Alexander Fischer-Marich : Hofer, le copiste de musique
- André Mattoni : le prince Georg
- Hans Homma (de) : le prince Franz von Hohenau
- Anna Kallina : la princesse Agnès, son épouse
- Phillis Fehr : Liesl, leur fille
- Silvia de Bettini : Steffi, la petite amie de Georg
- Maria Balcerkiewiczówna (pl) : la comtesse Lubowska
- Eugen Neufeld (de) : Salieri, le directeur musical de la cour
- Camilla Spira : une invitée au restaurant du Prater
- Teddy Bill (de)

## Production
Hoheit tanzt Walzer est tourné dans les studios Barrandov à Prague et présenté pour la première fois en Autriche le 25 décembre 1935. Le film est un succès commercial. Compte tenu de la plus grande implication de personnes juives dans ce film, le film n'est pas autorisé dans l'Allemagne hitlérienne.
Hoheit tanzt Walzer est également produit dans des versions en tchèque (Tanecek panny Márinky) et en français. Alors que la version tchèque met en vedette les mêmes artistes devant la caméra que la version allemande, la version française, Valse éternelle met en vedette des acteurs célèbres en France tels que Renée Saint-Cyr, Jean Servais, Pierre Brasseur et Vera Baranovskaïa. Max Neufeld réalise les deux versions.